# Жуланка
Жуланка (рос. Жуланка) — село у Кочковському районі Новосибірської області Російської Федерації.
Входить до складу муніципального утворення Жуланська сільрада. Населення становить 1222 особи (2010).

## Історія
Згідно із законом від 2 червня 2004 року органом місцевого самоврядування є Жуланська сільрада.

## Населення
| 2002 | 2007  | 2010  |
| ---- | ----- | ----- |
| 1384 | ↘1345 | ↘1222 |